# Hari Poter i zatvorenik iz Askabana (film)
Hari Poter i zatvorenik iz Askabana (engl. Harry Potter and the Prisoner of Azkaban) je fantastični film iz 2004. godine, režisera Alfonsa Kuarona i studija Vorner bros. Zasnovan je na istoimenom romanu Dž. K. Rouling. Treći je film u seriji filmova o Hariju Poteru. Kao tumači glavnih uloga zadržani su glumci iz prva dva filma, sem što Majkl Gambon glumi lika Albusa Dambldora umesto Ričarda Hrisa. Scenarista je, kao i u prva dva filma, Stiv Klouvs. Nastavak je filma Hari Poter i Dvorana tajni, a prati ga film Hari Poter i vatreni pehar.
Film je izašao u britanskim bioskopima 31. maja 2004. godine, a u Severnoj Americi je izašao 4. juna iste godine, kao prvi Hari Poter film realizovan u IMAKS bioskopima i snimljen u IMAKS tehnologiji. Film je nominovan za dva Oskara, za najbolju originalnu muziku i najbolje vizuelne efekte. Zaradio je preko 796 miliona dolara širom sveta, što ga je učinilo dugim filmom po zaradi iz 2004. godine i dobio je pozitivne kritike od strane kritičara, koji su hvalili režiju Kuarona i glumu glavne postave. Označio je bitnu promenu u tonu i režiji serijala, a mnogi kritičari i fanovi ga smatraju jednim od najboljih Hari Poter filmova.

## Radnja
Hari Poter provodi još jedno nezadovoljavajuće leto sa Darslijima. Kada tetka Mardž Darsli uvredi njegove roditelje, on postaje besan i slučajno čini da se ona naduva kao balon i odleti odatle. Hari, kojem je dosta svega, potom napušta kuću Darslijevih sa svojim stvarima. Hari odlazi Noćnim viteškim autobusom do Probušenog kotla, gde mu ministar magije Kornelijus Fadž oprašta zbog korišćenja magije van Hogvortsa. Nakon što je sreo svoje prijatelje Rona Vizlija i Hermionu Grejndžer, Hari saznaje da je Sirijus Blek, osuđivani pristalica mračnog čarobnjaka Lorda Voldemora, pobegao iz zatvora Askaban i namerava da ga ubije.
Na putu ka Hogvortsu, prilikom vožnje Hogvorts ekspresom, dementori ulaze u voz, tražeći Sirijusa. Jedan ulazi u kupe u kome se nalaze Hari, Ron i Hermiona, zbog čega se Hari onesvesti, ali novi profesor odbrane od mračnih veština, Remus Lupin odbija dementora pomoću Patronus čini. Na Hogvortsu, direktor Albus Dambldor najavljuje da će dementori čuvati posed škole, dok je Sirijus na slobodi. Čuvar poseda Hogvortsa, Rubeus Hagrid je postao novi profesor brige o magijskim stvorenjima, ali njegov prvi čas kreće naopako kad Drako Melfoj namerno isprovocira hipogrifa Bakbika, koji ga napada. Drako preuveličava svoju povredu i njegov otac, Lucijus Melfoj, kasnije osođuje Bakbika na smrt.
Jedne noći, portret Debele dame, koji čuva ulaz u grifindorske prostorije, je pronađen uništen i prazan. Prestravljena Debela dama se sakrila na drugoj slici, govoreći Dambldoru da je Sirijus Blek ušao u zamak. Tokom olujne utakmice Kvidiča protiv Haflpafa, dementori napadaju Harija, zbog čega on pada sa svoje metle. U Hogsmidu, Hari se šokira kada sazna da je Sirijus bio, ne samo, najbolji prijatelj njegovog oca i da ga je izdao Voldemoru, već i njegov kum. Lupin privatno podučava Harija kako da se odbrani od dementora, koristeći čin Patronus.
Nakon što Hari, Ron i Hermiona prisustvuju Bakbikovom pogubljenju, Ronov ljubimac, pacov Krastica ga ujeda i beži. Dok ga Ron juri, pojavljuje se veliki pas i odvlači i Rona i Krasticu u rupu ispod Mlatarajuće vrbe. Hari i Hermiona ih prate tim podzemnim prolazom sve do Vrišteće kolibe, gde otkrivaju da je taj pas zapravo Sirijus Blek, koji je animagus. Lupin dolazi i grli Sirijusa kao starog prijatelja. Lupin tad priznaje da je vukodlak i da je Sirijus nevin. Sirijus je lažno optužen za izdaju Poterovih Voldemoru, kao i ubistvo dvanaest normalaca i svog prijatelja Pitera Petigrua. Otkrivaju da je pacov Krastica zapravo Petigru, animagus koji je izdao Poterove i izvršio ubistva.
Profesor Snejp dolazi kako bi uhvatio Sirijusa, ali Hari ga onesvešćuje sa Ekspeliarmus čini. Nakon što nateraju Petigrua da se pretvori nazad u čoveka, Lupin i Sirijus se spremaju da ga ubiju, ali Hari ih ubeđuje da ga samo predaju dementorima.
Na putu prema Hogvortsu, izlazi pun mesec i Lupin se pretvara u vukodlaka. Sirijus se transformiše u psa i bori se sa njim. Tokom te borbe, Petigru se transformiše nazad u pacova i beži. Harija i Sirijusa napadaju dementori, a Hari ugleda osobu u daljini koja ih spašava koristeći moćnu Patronus čin. On veruje da je ta osoba njegov pokojni otac, a onda se onesvešćuje. Kasnije se budi i otkriva da su Sirijusa uhvatili i osudili na dementorov poljubac.
Postupajući po Dambldorovom savetu, Hari i Hermiona se vraćaju u prošlost uz pomoć Hermioninog vremenskog okretača i gledaju sebe i Rona kako ponavljaju svoje događaje od prošle noći. Oni spašavaju Bakbika od pogubljenja i gledaju kako dementori nadjačavaju Harija i Sirijusa. Hari iz sadašnjosti shvata da je upravo on taj koji je prizvao Patronus čin i radi to ponovo. Hari i Hermiona spašavaju Sirijusa, koji beži na Bakbiku. Pošto je otkriveno da je on vukodlak, Lupin se povlači sa mesta profesora kako bi sprečio pritužbe roditelja. On takođe vraća Banditovu mapu Hariju, pošto više nema autoritet da konfiskuje stvari učenika. Sirijus šalje Hariju novu metlu, Vatrenu strelu, koju Hari srećan krene da isproba.

## Uloge
| Glumac          | Uloga              |
| --------------- | ------------------ |
| Danijel Radklif | Hari Poter         |
| Rupert Grint    | Ron Vizli          |
| Ema Votson      | Hermiona Grejndžer |
| Majkl Gambon    | Albus Dambldor     |
| Robi Koltrejn   | Rubeus Hagrid      |
| Alan Rikman     | Severus Snejp      |
| Gari Oldman     | Sirijus Blek       |
| Megi Smit       | Minerva Makgonagal |
| Boni Rajt       | Džini Vizli        |
| Dejvid Tjulis   | Remus Lupin        |
| Tom Felton      | Drako Melfoj       |
| Metju Luis      | Nevil Longbotom    |
| Timoti Spol     | Piter Petigru      |
| Džejms Felps    | Fred Vizli         |
| Oliver Felps    | Džordž Vizli       |
| Džuli Volters   | gospođa Vizli      |
| Mark Vilijams   | gospodin Vizli     |
| Robert Hardi    | Kornelijus Fadž    |
| Ričard Grifits  | Vernon Darsli      |
| Fiona Šou       | Petunija Darsli    |
| Hari Meling     | Dadli Darsli       |

## Spoljašnje veze
- Zvanična veb-stranica